# 黑尾袋鼠
黑尾袋鼠（学名：Wallabia bicolor）是袋鼠科黑尾袋鼠属中唯一的一个种。与其它小袋鼠相比它在身体结构和繁殖方式上有所不同，因此自成一属，而没有被列入大袋鼠属。
种名 bicolor 意为“二色的”。

## 描写
黑尾袋鼠的外形特征是它们长而粗的毛。背部和头部为红棕色，腹部橙色，两侧有时为黑色。从嘴到耳有一道白色的线条。与其它大多数袋鼠一样它们有一条长而有力的尾、肌肉发达的后腿和短的前腿。黑尾袋鼠的身长（不包括尾）可以到67至85厘米，尾长64至86厘米，体重可以到10至20千克。雄兽比雌兽明显重得多。

## 分布和生活环境
黑尾袋鼠主要分布在澳大利亚的东部和东南部，从昆士蘭州东部至維多利亞州和南澳大利亚州的东部。它们生活在森林和草原上。

## 生活方式

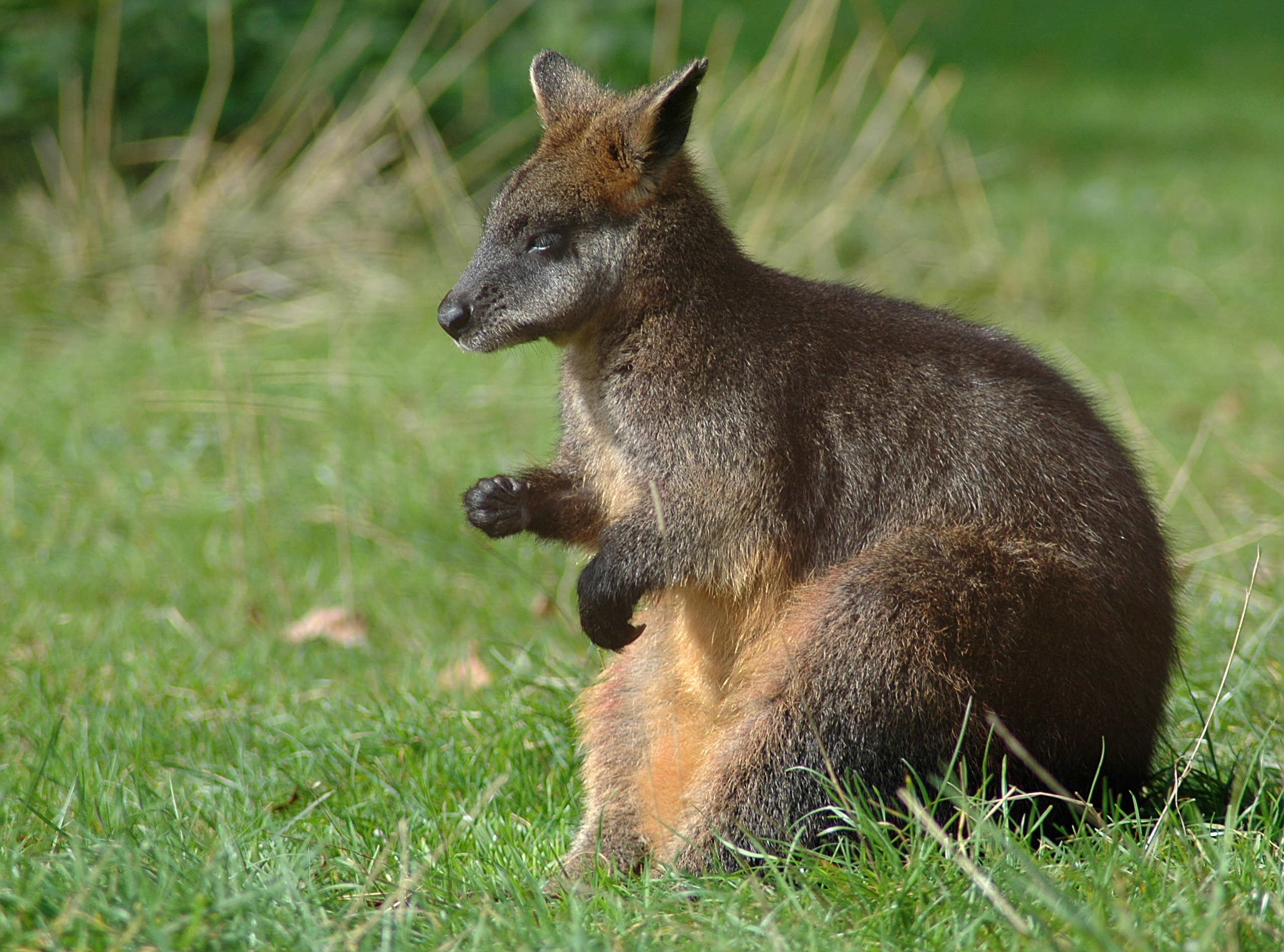
黑尾袋鼠

黑尾袋鼠是夜间活动的，不喜成群的动物。它们居住在固定的领域中，但是互相之间不进行领域斗争，因此在有些地方可以有许多黑尾袋鼠生活。在运动时它们低头跳动，在觅食时也会四爪爬行。它们是食草动物，以草类、树叶和树皮为生。

## 保护现状
虽然人类的活动缩小了黑尾袋鼠的生活环境，但是它们依然非常常见和广泛分布。它们目前不受威胁。